# Districte de Jangamo
El districte de Jangamo és un districte de Moçambic, situat a la província d'Inhambane. Té una superfície 1.294 kilòmetres quadrats. En 2007 comptava amb una població de 93.681 habitants. Limita al nord amb els municipis d'Inhambane i Maxixe (Moçambic), a l'est amb l'oceà Índic, al sud amb el districte d'Inharrime i a l'oest amb el districte de Homoíne.

## Divisió administrativa
El districte està dividit en dos postos administrativos (Cumbana i Jangamo), compostos per les següents localitats:
- Posto Administrativo de Cumbana:
  - Bambela
  - Cumbana
- Posto Administrativo de Jangamo:
  - Jangamo
  - Ligogo
  - Massavana